# Rhodiola atsaensis
Rhodiola atsaensis är en fetbladsväxtart som först beskrevs av Fröderstr., och fick sitt nu gällande namn av Hideaki Ohba. Rhodiola atsaensis ingår i släktet rosenrötter, och familjen fetbladsväxter. Inga underarter finns listade i Catalogue of Life.